# Karel Haindl
Karel Haindl (15. října 1924 Lenešice – 10. října 1996 Praha) byl český vodohospodář, hydrolog a pedagog.

## Život a dílo
V roce 1943 absolvoval lounskou reálku. Pak byl totálně nasazený a po válce, v roce 1950, absolvoval inženýrské stavitelství, vodohospodářský směr, na Českém vysokém učení technickém. V letech 1952–1990 pracoval ve Výzkumném ústavu vodohospodářském v Praze.
Koncem 50. let zde vedl tým, který prováděl výzkum šachtového přelivu a štolového přivaděče na vodním díle Želivka. Za tuto práci obdržel v roce 1972 medaili Za zásluhy o hlavní město Prahu. Zúčastnil se také výzkumů odpadních štol, výpustí a dalších fenoménů na vodních dílech Nechranice, Hněvkovice a Kořensko. Byl předním odborníkem v oblasti vodní hydrauliky. V 70. letech se zabýval technologií čištění odpadních vod a úpravy vody. Od padesátých do osmdesátých let Haindl se svými kolegy z ústavu řešil i zakázky týkající se výzkumu vodních děl v cizině: na Cejlonu, na Kubě, v Iráku a v Ghaně.
Bohatá je také jeho pedagogická činnost. Od 1967 externě přednášel na stavební fakultě ČVUT, 1967 se habilitoval a 1992 byl jmenován profesorem, 1968 DrSc. Přednášel rovněž na Vysokém učení technickém v Brně a na technických univerzitách v Německu, Polsku, Maroku a jinde. V  rámci OSN poskytoval konzultace v Indii. Byl jmenovaný expertem UNESCO. Spoluautor manuálu Mezinárodního sdružení pro hydrauliku (IAHR), v němž byl československým zástupcem. Haindl se tak stal celosvětově uznávaným odborníkem v hydromechanice. 
V roce 1954 se oženil s Dagmar rozenou Vaňkovou. Jejich syn Michal (* 1955) pracuje v Ústavu teorie informace a automatizace Akademie věd České republiky.